# والدسولمس
والدسولمس (به آلمانی: Waldsolms) یک شهر در آلمان است که در لان-دیل واقع شده‌است. والدسولمس ۵٬۱۶۶ نفر جمعیت دارد.

## خواهرخوانده
شهر Laudun-l'Ardoise خواهرخواندهٔ والدسولمس هست.